# Hitachinaka
Hitachinaka (ひたちなか市, Hitachinaka-shi) est une ville située dans la préfecture d'Ibaraki, sur l'île de Honshū, au Japon.

## Géographie

### Localisation
Hitachinaka est située dans l'est de la préfecture d'Ibaraki, au nord-est de la ville de Mito.

### Municipalités limitrophes
| Naka | Tōkai       | océan Pacifique |
| Mito | Hitachinaka | océan Pacifique |
| Mito | Ōarai       | océan Pacifique |

### Démographie
Lors du recensement national de 2010, la population de la ville de Hitachinaka était estimée à 156 766 habitants, répartis sur une superficie de 99,96 km2 (densité de population de 1 568 hab./km2). En mars 2021, elle était de 154 400 habitants.

### Hydrographie
La ville est bordée par l'océan Pacifique à l'est et par le fleuve Naka au sud.

## Histoire
La ville de Hitachinaka a été fondée le 1er novembre 1994, après que les villes de Katsuta et de Nakaminato furent fusionnées.

## Culture locale et patrimoine

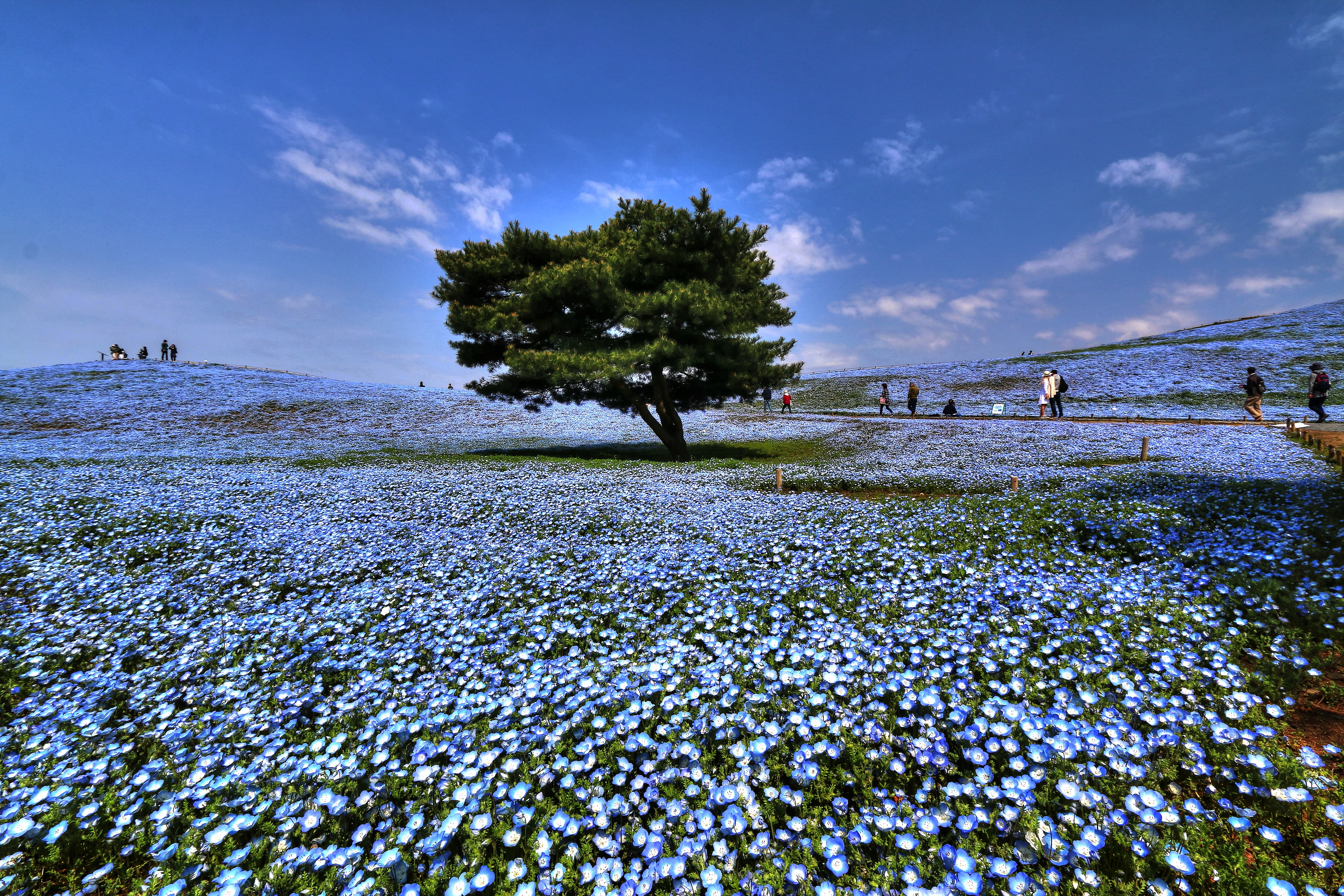
Hitachi Seaside Park.

### Événements annuels
- Rock in Japan Festival au Hitachi Seaside Park.

## Transports
Hitachinaka est desservie par les lignes Jōban et Suigun de la JR East, ainsi que la ligne Minato de la Hitachinaka Seaside Railway. La gare de Katsuta est la principale gare de la ville.

## Jumelages
Hitachinaka est jumelée avec :
- Nasushiobara (Japon) depuis 1990
- Ishinomaki (Japon) depuis 1996

## Personnalités liées à la ville
- Natsuo Yamaguchi (né en 1952), homme politique
- Jun'ichi Fujisaku (né en 1967), scénariste
- Eriko Tamura (née en 1973), actrice
- Hiroyuki Ikeuchi (né en 1976), acteur